# 唐訓方
唐 訓方（とう くんほう、Táng Xùnfāng、1810年 - 1877年）は、清の軍人・官僚。字は義渠。湖南省常寧県出身。
1840年、挙人となる。1853年に曽国藩が水軍を創設すると副右営を領した。後に陸軍に転じて羅沢南に従って武昌の援軍に赴き、知府に抜擢された。1856年、土匪高二が反乱をおこし襄陽を包囲すると、これを破り襄陽知府となった。
太平天国の陳玉成軍が捻軍とともに蘄州・黄州に進撃すると、唐訓方は襄陽から応援に赴き、陳玉成軍を破り、バトゥルの称号を得た。1860年、湖北布政使となった。
1862年、安徽巡撫李続宜が母の喪に服するため帰郷すると、唐訓方が安徽巡撫代理となった。苗沛霖の反乱に苦戦し、翌年にセンゲリンチン（僧格林沁）の援軍が来るまで鎮圧できなかった。1864年、湖北按察使代理、ついで湖北巡撫代理となり、さらに直隷布政使となった。直隷布政使として軍を率いて捻軍との戦いにあたった。